# Vasszécseny
Vasszécseny è un comune dell'Ungheria di 1 389 abitanti (dati 2001). È situato nella contea di Vas.